# Giorgio Calza Bini
Giorgio Calza Bini (Livorno, 16 febbraio 1908 – Roma, 29 settembre 1999) è stato un architetto e urbanista italiano.

## Biografia

La Chiesa di S.M. di Loreto di Calza Bini a Guidonia

Figlio di Alberto Calza Bini, architetto e fondatore del Fascio di Combattimento di Calvi dell'Umbria e promotore del sindacato nazionale architetti fascisti.
Compiuti gli studi classici nel 1927 si laureò nel 1933 presso la Facoltà di Architettura della Sapienza - Università di Roma, a Valle Giulia. Nel medesimo anno si abilitò all'esercizio della professione presso il Politecnico di Milano. Contemporaneamente all'attività professionale svolse un'intensa attività didattica.
Docente di Urbanistica presso la Sapienza - Università di Roma, membro del Consiglio Nazionale dell'Istituto di Urbanistica e di numerose commissioni edilizie ed urbanistiche, direttore dei Servizi Architettura e Urbanistica dell'Ente EUR di Roma, decano dell'Ordine degli Architetti di Roma, ha svolto un'intensa attività progettuale nel campo dell'urbanistica e dell'edilizia residenziale. 
Alcuni tra i lavori più rilevanti furono, la risistemazione di via della Conciliazione a Roma e il progetto di Palazzo San Pio X e dell'attuale Auditorium Conciliazione (in qualità di principale collaboratore di Marcello Piacentini); il complesso residenziale e commerciale a viale Europa, Roma (1956); chiese di S. Giuseppe Artigiano (1959) e di S. Alfonso (1972) a Foggia.
Come architetto  e urbanista Calza Bini ha legato il suo nome principalmente alla progettazione di Guidonia del 1935: edifici per uffici pubblici, commerciali e cinema  nel 1936; il Santuario di S. M. di Loreto sempre a Guidonia (RM) nel 1937.  Firmati da lui sono i piani regolatori di diverse città, tra cui Bari e Lecce.

## Archivio
L'archivio  di Giorgio Calza Bini, dichiarato di notevole interesse storico il 24 marzo 2004 dalla Soprintendenza Archivistica per il Lazio. Nel 2015 si è concluso il riordinamento dell'archivio, avviato in precedenza grazie ad un finanziamento della Soprintendenza archivistica per il Lazio. Nel 2016 per volontà degli eredi è stato donato all'Archivio centrale dello Stato. L'archivio comprende documentazione a partire dagli anni '30 relativa all'intensa e notevole attività scientifica e professionale dell'architetto Giorgio Calza Bini, per un totale di oltre 70 interventi di carattere urbanistico e architettonico dal 1930 al 1994. Nell'intervento di riordinamento sono stai individuati 16 rotoli di disegni del padre Alberto Calza Bini, con il quale aveva collaborato in diversi progetti.